# Echipa națională de handbal feminin a Uniunii Sovietice
Echipa feminină de handbal a Uniunii Sovietice este echipa națională care a reprezentat URSS în competițiile interțări oficiale sau amicale de handbal feminin.
În anii '70, clubul de handbal Spartak Kiev a fost în general baza de selecție pentru echipa de handbal a URSS, ambele fiind antrenate de Igor Evdokimovici Turcin. Astfel, în selecționata sovietică ce a câștigat medalia de aur la Olimpiada din 1976, 11 din 14 jucătoare proveneau din Ucraina. De asemenea, la Olimpiada din 1980 10 jucătoare din 14 proveneau din Ucraina, iar la Olimpiada din 1988 11 handbaliste erau ucrainene.

## Rezultate la Jocurile Olimpice
Echipa națională de handbal feminin a Uniunii Sovietice a cucerit două medalii de aur și una de bronz în turneele de profil desfășurate la Jocurile Olimpice:
- 1988:  Medalie de bronz
- 1980:  Medalie de aur
- 1976:  Medalie de aur

## Rezultate la Campionatul Mondial
Echipa națională de handbal feminin a Uniunii Sovietice este multiplu medaliată la Campionatele Mondiale de Handbal Feminin:
- 1990:  Medalie de aur
- 1986:  Medalie de aur
- 1982:  Medalie de aur
- 1978:  Medalie de argint
- 1975:  Medalie de argint
- 1973:  Medalie de bronz
- 1962: Locul 6

## Echipele naționale ale fostelor republici sovietice
| Armenia           | Echipa națională | Echipa U-21 | EHF |
| Azerbaidjan       | Echipa națională | Echipa U-21 | EHF |
| Belarus           | Echipa națională | Echipa U-21 | EHF |
| Estonia           | Echipa națională | Echipa U-21 | EHF |
| Georgia           | Echipa națională | Echipa U-21 | EHF |
| Kazahstan         | Echipa națională | Echipa U-21 | AHF |
| Kârgâzstan        | Echipa națională | Echipa U-20 | AHF |
| Letonia           | Echipa națională | Echipa U-21 | EHF |
| Lituania          | Echipa națională | Echipa U-21 | EHF |
| Republica Moldova | Echipa națională | Echipa U-21 | EHF |
| Rusia             | Echipa națională | Echipa U-21 | EHF |
| Tadjikistan       | Echipa națională | Echipa U-20 | AHF |
| Turkmenistan      | Echipa națională | Echipa U-20 | AHF |
| Ucraina           | Echipa națională | Echipa U-21 | EHF |
| Uzbekistan        | Echipa națională | Echipa U-20 | AHF |

## Antrenori notabili
- Igor Evdokimovici Turcin

## Foste jucătoare notabile
- Natalia Iurievna Anisimova
- Marina Viktorovna Bazanova
- Liubov Ivanovna Berejnaia
- Svetlana Vladimirovna Bogdanova
- Galina Nikolaevna Borzenkova
- Olga Fiodorovna Deducenko
- Tatiana Vasilievna Djandjgava
- Ausra Fridrikas
- Tatiana Grigorievna Glușcenko
- Tatiana Viktorovna Gorb
- Liudmila Vasilievna Gudz
- Larisa Alexandrovna Karlova
- Maria Petrovna Litoșenko
- Nina Romanovna Lobova
- Valentina Ivanovna Lutaeva

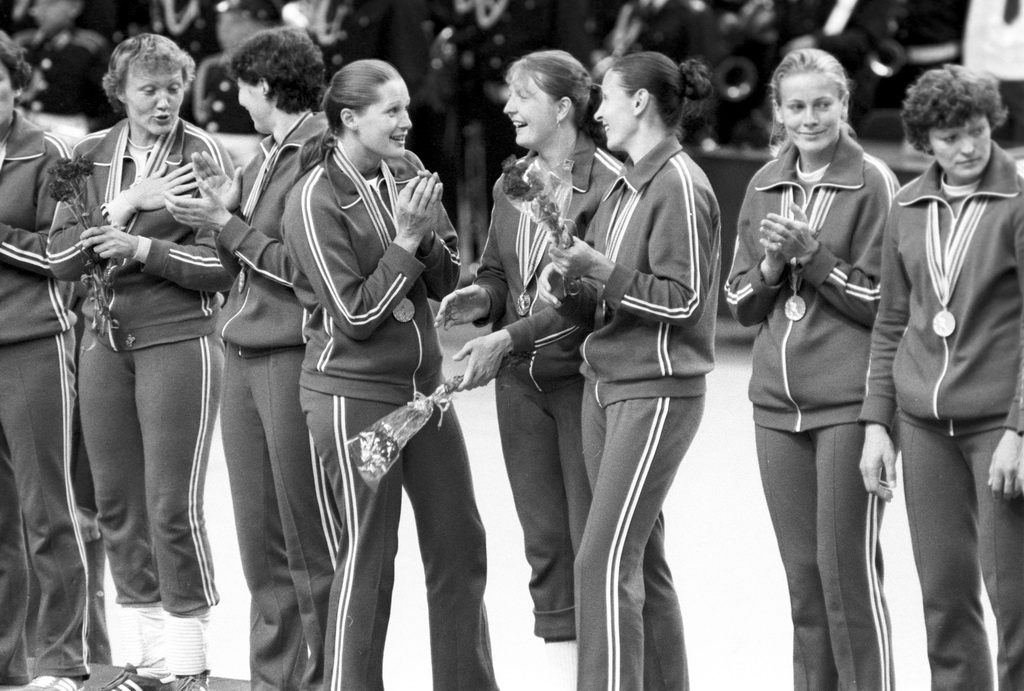
Echipa de handbal feminin a URSS câștigă aurul la Jocurile Olimpice din 1980

- Tatiana Ivanovna Makareț-Kocerghina
- Svetlana Konstantinovna Manikova
- Svetlana Minevskaia
- Natalia Ivanovna Mitriuk
- Natalia Ghenadievna Morskova
- Elena Nikolaevna Nemaskalo
- Aldona Nenėnienė-Česaitytė
- Galina Viktorovna Onoprienko
- Irina Gavrilovna Palcikova
- Liudmila Mihailovna Panciuk-Kolomieț
- Liudmila Konstantinovna Poradnik-Bobrus
- Svetlana Anatolievna Priahina
- Svetlana Iurievna Rozințeva
- Iulia Vasilievna Safina
- Larisa Mihailovna Savkina
- Sigita Mažeikaitė-Strečen
- Rafila Mahmudovna Șabanova
- Olga Iurievna Semionova
- Lidia Vasilievna Șevcenko
- Liudmila Egorovna Șubina
- Natalia Leonidovna Timoșkina
- Evghenia Tovstogan
- Zinaida Mihailovna Turcina
- Natalia Iurievna Țigankova
- Svetlana Iurievna Vidrina
- Galina Petrovna Zaharova
- Olga Valentinovna Zubareva